# Ileostylinae
Ileostylinae, podtribus biljaka iz porodice ljepkovki, dio tribusa Lorantheae. Sastoji se od dva roda uglavnom iz Australije i Novog Zelanda

## Rodovi
1. Ileostylus Tiegh. (1 sp.)
2. Muellerina Tiegh.  (5 spp.)